# 빌리 배트
《빌리 배트》(BILLY BAT)는 우라사와 나오키의의 만화다. 세계의 지배자가 될 수 있다는 두루마리를 중심으로 현실과 상상의 경계를 절묘하게 오가는 세계가 그려진다. 만화와 현실의 조합이라는 신선한 발상으로 숨 쉴 틈조차 주지 않고 긴장감 넘치게 이야기를 펼쳐나가고 있다.

## 세계관
이 작품은 빌리 배트라는 박쥐가 인류 전 세대에 걸쳐 다양한 형태로 등장하고 있으며 박쥐가 역사를 좌지우지 하는 존재로 묘사하고 있다. 주요 활동 장소는 일본, 미국이며 주요 시대는 2차 대전 직후와 케네디 대통령의 암살인 1950~1960년 대를 바탕으로 하고 있다. 주인공인 야마기타 케빈은 미국의 만화가로서 자신의 만화인 '빌리 배트'의 만화가이다. 만화를 순조롭게 연재하던 중 일본에서 자신의 캐릭터와 비슷한 캐릭터가 존재한다는 얘기를 듣고 일본에 방문한다. 하지만 그곳에서 의문의 살인사건에 휘말리고 자신이 그렸던 박쥐가 현실화되어 자신에게 말을 걸어온다. 역사의 주요 인물들 뒤에서 역사를 조장하던 박쥐가 한 만화가에게 앞으로 다가올 역사를 그리게 함으로써 벌어지는 추리 스릴러이다.